# 오르트로스의 개
《오르트로스의 개》(일본어: オルトロスの犬)는 TBS 금요 드라마로 2009년 7월 24일부터 같은 해 9월 25일까지 매주 금요일 22:00 ~ 22:54에 방송되었다.

## 개요
모든 부상이나 병을 치료할 수 있는 힘을 가지고 있는 흉악한 남자와, 닿는 것만으로도 사람을 죽일 수 있는 힘을 가지고 있는 착한 남자가 만나 전개되는 서스펜스 드라마.
캐치카피는 만남, 숙명. 충격의 스피드 미스테리.
미국에서 히트 중인 드라마 쇼 러너의 형식을 채용, 여러명의 극작가(워너 브라더스 영화 라이터즈 워크숍)들이 각각의 장면을 가지고 경합한 시킨 것을 치프 극작가 '아오키 마오'가 정리한 것이 이 작품의 특징이다. 첫방송은 전작 스마일 마지막회에서 약 1개월 후에 시작되었다.
타키자와 히데아키의 연속 드라마 출연 및 주연은 대하 드라마 《요시츠네》 이후 약 4년만이다.
제목의 오르트로스 (Orthros)는 그리스 신화에 등장하는, 두개의 머리를 가진 개를 뜻한다(즉, 오르트로스는 원래 개다).
당초 총 10화로 예정되어 있었지만, 촬영 기간 동안 출연자 니시키도 료가 신종플루에 감염되어 9화로 단축되었다.

## 줄거리
여대생 의문사에 대한 수사를 진행하는 형사 하세베 나기사는 주범인 구마기리 가츠에 의해 목숨을 잃을 위기에 처한다. 그 때 그녀를 위험에서 구제해 주는 한 남자. 그 남자의 이름은 아오이 료스케, 닿는 것만으로도 사람을 죽일 수 있는 힘이 있는 ‘악마의 손’을 가진 남자였다.
아오이의 능력을 직접 본 나기사는 아오이의 능력을 조사하는 중에, 아오이와는 반대로 닿는 것만으로도 병이나 상처를 치료할 수 있는 ‘신의 손’을 가진 사형수 류자키 신지를 만난다. 그리고 류자키의 부탁을 받은 나기사를 통해 류자키와 아오이는 만나지만, 류자키는 아오이를 이용해 구치소를 탈옥한다.
‘신의 손’을 가진 위험한 남자가 세상에 나왔을 때, ‘신의 손’과 ‘악마의 손’의 의도와 야망이 소용돌이 치는 이야기가 시작된다.

## 등장 인물
- 류자키 신지 - 타키자와 히데아키(타키 앤 츠바사)

닿기만해도 모든 상처와 병을 치료할 수 있는 ‘신의 손’을 가진 남자. 성격은 능력과는 대조적으로 냉혹·냉정. 병마와 싸우는 사람을 깔보고, “당신은 제게 무엇을 해주실 겁니까?”라고 물으며 반드시 자신에게 이득이 있는 일에만 능력을 쓴다.
18살 때 3명을 죽인 죄로 사형판결을 받고, 간토중앙구치소에 수감되어 있었다. 나기사에게서 자신과는 반대의 힘을 가진 아오이에 대한 이야기를 듣고, 아오이의 능력을 이용해서 탈옥한다. 그러나 그 후 사카키를 치료한 것을 계기로 석방된다.
아오이와는 같은 ‘류코쿠무라’의 부적을 가지고 있다. 어머니는 어릴 때 자살, 아버지는 10년 전 류자키를 두고 마을에서 도망쳤다. 그 후 니노미야에게 유괴되고, 능력을 돈벌이에 이용하려하는 니노미야의 명령에 복종하지 않아 그에게서도 버려졌다. 그러나 다시 니노미야를 만났을 때, 니노미야가 3명을 칼로 찌르고 류자키에게 치료하라고 강요했지만 역시 복종하지 않아 살인을 범한 셈이 됐다.
- 아오이 료스케 - 니시키도 료(칸쟈니∞, NEWS)

닿기만해도 사람을 죽일 수 있는 ‘악마의 손’을 가진 남자. 착하고 정의감 넘치는 성격이지만, 자신의 능력으로 살인을 저지른 후부터는 자신을 혐오하고 있다.
고등학교에서 국어교사(카나의 담임)를 하고있고(류자키에게서는 '선생'이라 불린다), 학생들이나 다른 교사들에게도 신뢰받고 있다. 약품을 불법으로 매매하는 현장에서 나기사와 구마기리를 만나고, 거기에서 구마기리의 동료 우치무라 슈헤이를 죽인 죄로 경찰에 잡혀가지만 증거불충분 등의 이유로 석방된다. 그 후 나기사에게서 류자키에 대한 이야기를 듣고 그와 대면하지만, 류자키에게 낚여 탈옥을 돕게 된다. 외에도 류자키의 말에 계속 휘둘린다. 지금까지 자신의 능력을 혐오했지만, 류자키를 말리기 위해 쓸 것을 다짐한다.
류코쿠무라의 부적을 가지고 있지만, 그 마을의 자세한 이야기는 모른다.
- 하세베 나기사 - 미즈카와 아사미

미나미시나가와서 형사과의 형사. 지기 싫어하는 성격과 동시에 왕성한 행동력을 이용, 독자적으로 수사를 진행시키는 버릇이 있다. 마사토와 연인사이지만, 류자키의 능력에 반한 마사토에게 배신당한다. 여대생 의문사를 조사하던 중 류자키와 아오이의 능력을 알게 된다.
천식을 앓는 딸을 키우는 싱글 마더이기도 하다. 딸의 천식이 낫길 바라지만, 류자키의 능력은 잘못된 거라 생각하기 때문에 그의 능력을 빌릴 생각은 전혀 없다.
- 구마기리 카츠 - 야오토메 히카루(Hey! Say! JUMP)

불법 약물을 판매하는 그룹의 리더. 대학 1학년. 여대생 의문사에 대한 이야기를 듣게 된 카나의 입을 막기위한 살해 계획을 세우면서 무궤도하게 행동하면서도, ‘신의 손’, ‘악마의 손’과 관련한 류자키나 사와무라 일행의 의도에도 영향을 미쳐간다. 그 과정에서 자각하지 못했던 죄의식에 눈을 뜨고 자수를 결심한다.
- 시바타 소스케 - 야마모토 류지

미나미시나가와서 형사과의 형사로 나기사의 선배. 나기사에게 사격 지도를 했다(때문에 권총 잡는 폼이 비슷하다). 환갑을 코 앞에 둔 중년, 허리 통증을 호소하는 경향이 있다.
치매를 앓는 아내가 있고, 류자키의 힘으로 고치려 했지만 실패로 돌아간다.
- 마에조노 치하루 - 하라다 나츠키

검시관. 아오이의 ‘악마의 손’에 죽은 사람들의 죽음을 ‘천벌’이라고 표현한다. 사체를 ‘예술적이다’라고 평하는 등, 상당히 어긋난 감성의 주인. 사와무라와 교제하고 있다. ‘신의 손’, ‘악마의 손’ 싸움 이후에는 소아과 의사로 전직한다.
- 요시즈미 마사토 - 오시나리 슈고

베어즈제약 회사의 연구원. 나기사의 연인. 나기사가 말하는 류자키의 힘을 처음에는 대수롭지 않게 여겼지만, 서서히 믿기 시작하고, 류자키가 나기사의 상처를 치료해 준 것을 보고 확신한다.
류자키의 능력을 연구해 많은 사람들을 돕고 싶다는 생각에, 나기사를 배신하거나 자신의 팔을 골절 시키는 등 수단과 방법을 가리지 않는다.
- 시라카와 카나 - 하루

아오이네 반 학생. 구마키리가 동료와 여대생 의문사에 관련된 이야기를 하는 것을 우연치 않게 듣게되고, 그 사실을 구마키리 일행에게 들켜 생명에 위협을 받는다. 그리고 그들에게서 도망치다 계단에서 굴러 중태에 빠지지만, 나중에 류자키의 힘으로 회복하게 된다.
- 구마키리 젠조 - 시바 토시오

구마키리 가츠의 아버지, 베어즈 제약의 대표 이사. 류자키의 능력을 알고 사카키를 만나게 한다.
아들을 신용할 수 없다고 공언하지만, 연락이 되지 않는 가츠를 걱정하거나, 범죄를 저지른 가츠를 두둔하는 등, 과잉 보호하는 면도 보인다.
- 니노미야 켄 - 롯가쿠 세이지

경찰관이었지만 지금은 홈리스다. 과거에 류자키에 관한 사건을 목격했다. 류자키의 ‘신의 손’을 ‘악마의 손’처럼 두려워 한다.
류자키가 어릴 때 납치해 돈벌이 수단으로 쓰려 했지만, 복종하지 않자 도움이 되지 않을 거라 판단하고 관계를 끊는다. 그 후 류자키와 재회. 함께 있던 소년 3명을 찔러 류자키의 능력으로 살리라고 명령하나, 그 명령을 무시하자 비디오카메라만 남겨놓고 도망한 과거가 있다.
- 사와무라 다카유키 - 사사키 쿠라노스케

경시청 경비 기획과 이사관. 의학부 졸. 목적을 위해서라면 수단을 가리지 않고, 이용할 수 있는 것은 무엇이든 이용한다.
아오이가 일으킨 사건에 의해 ‘악마의 손’의 존재를 알게 되고 흥미롭게 생각해 그를 이용하기로 한다. ‘악마의 손’을 ‘살인을 유일하게 정당화할 수 있는 조직’에게는 유익하다고 이해를 표시하는 반면, 류자키의 ‘신의 손’에 관해서는 류자키 자신이 신이다라는 사상을 가질 가능성이 있다는 이유로 부정적이다.
- 사카키 하루코 - 타카하타 아츠코

사회 후생 대신으로 전 탤런트. 여성으로서는 처음인 내각 내각 총리대신을 목표로 삼고 있다. 심장병을 앓고 있고, 구마키리에게 은폐를 돕게 하고 있다. 류자키의 ‘신의 손’에 의해 심장병은 나았다. 그의 힘을 실제로 체험한 후 자신의 정치 활동에 이용해려 하지만 오히려 류자키에게 이용당한다.

### 기타 인물
- 고토 다모쓰 - 나카하라 타케오

미나미시나가와서 형사과 형사과장. 스스로 미스테리 팬임을 공언하고 있어, 류자키가 갑자기 석방된 이유나 사와무라의 동향에 관심을 보인다.
- 하세베 미오 - 쿠마다 세아

나기사의 딸. 활발한 성격이지만 천식으로 밖에서 논 적은 별로 없다. 류자키를 ‘마법사 아저씨’라고 부른다.
- 아오이 타케시 - 나카마루 신쇼
- 아오이 나오코 - 휴가 아키코

아오이의 양부모. 항상 항상 시호와 아오이를 다정하게 지켜보고 있다. 아오이의 힘에 대해서 알고는 있었지만 언급하지 않고 있다.
- 아오이 시호 - 가와키타 마유코

아오이의 동생. 어릴 때 키우던 강아지 ‘바론’에게 습격 당할 뻔 했지만, 아오이의 ‘악마의 손’에 바론이 죽으며 구제된다.
- 시라이시 유키에 - 아사카 마유미

카나의 엄마. 카나를 죽이려 했던 구마키리의 칼에 중상을 입고 중태에 빠지지만, 후에 류자키의 힘으로 회복한다.
- 미우라 케이타 - 우치쿠라 켄지

미나미시나가와서 형사과 형사, 나기사의 동료.
- 타츠미 후미아키 - 히라타 미츠루

후타바사카교회의 신부이자 류자키의 친아버지. 류자키의 힘을 두려워해 류코쿠무라에 버리고 왔다. 후에 류자키를 재회하고 류코쿠무라의 비극이 되풀이 되는 것을 막기 위해 류자키를 죽이려 하지만 치명상을 입으며 실패하고만다. 하지만 류자키의 치료를 거부하고, 아오이의 간호를 받다 사망한다.
- 비서 - 쿠로사카 마미

사카키대신의 비서. 싱글 마더로 아들이 있다.

### 게스트
- 우치무라 슈헤이 - 마츠모토 히로야

불법 약물을 판매하는 그룹의 일원. 나기사를 죽이려 하지만, 아오이에게 잡혀 사망.
- 스기모토 아키히토 - 무사카 나오마사

간토 중앙구치소의 소장. 류자키가 탈옥할 때 아오이의 손에 죽는다.
- 레이 - 히라하라 아야카

인기가수. 목에 생긴 암으로 생이 1개월도 남지 않았지만, 계속 노래를 하고 싶어 치료를 받지 않고 있다. 그녀의 팬들의 지지를 받기 위해 사사키는 레이를 ‘신의 손’으로 고칠 계획을 짠다. 병원 자선 라이브 도중 많은 관객들 앞에서 류자키의 ‘신의 손’에 의해 회복했다.
- 시바타의 아내 - 이즈미 아키코

시바타의 아내. 치매를 앓고 있다. 딸도 있었지만 앞세웠다.
- 타케다 - 후세 히로

카나의 아버지. 류자키를 위협해서 유키에를 치료하게 했다.
- 타키가와 마사토 - 오와다 노부야

내각 총리대신.
- 아사카와 고로 - 니시다 켄

법무대신.
- 오와다 시로 - 키타미 토시유키

내각 관방장관.
- 시게히사 오사무 - 모리시타 테츠오

경찰청 장관.

## 용어
신의 손
류자키의 능력. 손이 닿는 것만으로 상처나 병을 치료할 수 있다. 단, 이미 죽은 인간을 소생시키는 것은 불가능. 스스로 자신의 상처를 고칠 수 없다고 이야기 하지만 가능.
악마의 손
아오이의 능력. 죽이고 싶은 인간에 닿는 것만으로 그 인간을 죽일 수 있다. 그러나 ‘죽이고 싶다’는 생각이 없으면 그 능력이 발동되지 않는다. 일부 인물들을 제외하고는 능력을 숨기고 있다. 제일 처음 죽인 것은 애완견 ‘바론’. 정식 명칭은 ‘귀신의 손’.
류코쿠무라
모 현(縣)에 있었던 류자키가 나고 자란 마을. 1996년에 폐촌이 되고 그 철거지에 댐이 건설되어 마을은 댐의 물 아래에 가라앉아 있다. 때문에 현재는 지도에도 실려 있지 않다. 아오이는 그 마을에 가본 적은 없지만, 어머니에게서 받은 부적의 무늬에는 마을을 휘감는 용 무늬가 있다. 아오이의 양친도 그가 태어나기 전에 여행으로 간 적이 있다. 폐촌이 되는 전에는 류자키의 신의 손을 자신들의 욕심대로 사용하기로 하는 등 주민들 사이에서 보기 흉한 싸움이 일어난다.
‘몇 백년에 한 번, 어떤 병이나 부상도 치료하는 신의 손을 가진 아이가 태어났을 때, 마을은 멸망하고 그 다음에 닿는 것만으로도 사람을 죽일 수 있는 귀신의 손을 가진 아이가 태어난다’는 전설이 있다.

## 스태프
- 각본 - 워너 브라더스 영화 라이터즈 워크숍(아오키 마오, 고바야시 유지, 이토 다카시, 가토 코헤이, 구니이 케이, 하야시 소타로)
- 음악 - 이즈츠 아키오
- 기획 협력 - 코이와이 히로요시
- 프로듀서 - 신조 신이치, 나스다 아츠시, 마츠바라 고
- 연출 - 가토 신, 이마이 나츠키
- 제작 - TBS

## 주제가
- 하나의 빛 ヒカリひとつ 히카리히토츠[*]

타키자와 히데아키 (avex trax)

## 서브타이틀·시청률
| 각 화                                                     | 시청률          | 서브타이틀                                | 서브타이틀(방송표)                                                          | 각본                                                | 연출                    | 시청률 |
| --------------------------------------------------------- | --------------- | ----------------------------------------- | --------------------------------------------------------------------------- | --------------------------------------------------- | ----------------------- | ------ |
| 제1화                                                     | 2009년 7월 24일 | 신의 손을 가진 악마 악마의 손을 가진 천사 | 신의 손을 가진 악마 VS악마의 손을 가진 천사! No.1 스피드 미스터리 일본 상륙 | 고바야시 유지, 아오키 마오                          | 가토 신                 | 11.4%  |
| 제2화                                                     | 2009년 7월 31일 | 살릴 것인가 죽일 것인가 궁극의 선택       | 궁극의!선택                                                                 | 아오키 마오                                         | 가토 신                 | 9.4%   |
| 제3화                                                     | 2009년 8월 7일  | 엄마인가 형사인가 악마에게 영혼을 판 자들 | 엄마인가, 형사인가                                                          | 아오키 마오                                         | 이마이 나츠키           | 8.3%   |
| 제4화                                                     | 2009년 8월 14일 | 체포 밝혀지는 두 사람의 과거              | 충격! 두 사람의 과거                                                        | 아오키 마오, 이토 다카시 구니이 케이                | 이마이 나츠키           | 8.6%   |
| 제5화                                                     | 2009년 8월 21일 | 암살자                                    | 암살자                                                                      | 이토 다카시, 아오키 마오                            | 가토 신                 | 7.4%   |
| 제6화                                                     | 2009년 8월 28일 | 배신자                                    | 배신자                                                                      | 고바야시 유지, 아오키 마오 이토 다카시, 가토 코헤이 | 이마이 나츠키           | 6.7%   |
| -                                                         | 2009년 9월 4일  | 긴급 생방송 특별편                        | 긴급 생방송 특별편                                                          | -                                                   | -                       | 7.3%   |
| 제7화                                                     | 2009년 9월 11일 | 비상사태                                  | 비상사태                                                                    | 고바야시 유지, 아오키 마오 이토 다카시, 가토 코헤이 | 가토 신                 | 7.0%   |
| 제8화                                                     | 2009년 9월 18일 | 형제                                      | 형제~감동의 최종회 SP! 전편                                                 | 고바야시 유지, 아오키 마오 하야시 소타로            | 요시다 켄 이마이 나츠키 | 6.8%   |
| 최종화                                                    | 2009년 9월 25일 | 바람                                      | 감동의 최종회 SP! 삶인가 죽음인가! 신과 악마의 진실… 충격! 눈물의 마지막    | 고바야시 유지, 아오키 마오                          | 가토 신 이마이 나츠키   | 9.5%   |
| 평균 시청률 8.34% (시청률은 간토 지구 비디오 리서치 조사) |                 |                                           |                                                                             |                                                     |                         |        |